# Bill Demong
William „Bill” Demong (ur. 29 marca 1980 w Vermontville w stanie Nowy Jork) – amerykański narciarz, specjalista kombinacji norweskiej, dwukrotny medalista olimpijski, czterokrotny medalista mistrzostw świata oraz dwukrotny medalista mistrzostw świata juniorów.

## Kariera
Po raz pierwszy na arenie międzynarodowej Bill Demong pojawił się w lutym 1998 roku, kiedy wystartował w igrzyskach olimpijskich w Nagano. Zajął tam 34. miejsce w konkursie rozgrywanym metodą Gundersena, a drużynowo był dziesiąty. Rok później zdobył złoty medal w drużynie na mistrzostwach juniorów w Saalfelden, a w lutym 1999 roku wystąpił na mistrzostwach świata w Ramsau, gdzie był między innymi dziesiąty w drużynie i osiemnasty w sprincie. W Pucharze Świata zadebiutował 9 grudnia 1999 roku w fińskim Vuokatti. Zajął tam 11. miejsce w Gundersenie, tym samym zdobył punkty już w swoim debiucie. W sezonie 1999/2000 pojawił się jeszcze jedenaście razy, w większości przypadków zdobywając punkty. W klasyfikacji generalnej zajął 41. miejsce. Podczas mistrzostw juniorów w Štrbskim Plesie wraz z kolegami z reprezentacji wywalczył tym razem srebrny medal w sztafecie.
Najlepszym wynikiem Demonga w zawodach pucharowych sezonu 2000/2001 było dziewiąte miejsce w starcie masowym wywalczone 1 marca 2001 roku w japońskim Nayoro. Punktował w większości konkursów i w efekcie zajął 16. pozycję w klasyfikacji generalnej. Na mistrzostwach świata w Lahti indywidualnie plasował się na przełomie drugiej i trzeciej dziesiątki, a w konkursie drużynowym był ósmy. W lecie 2011 roku wystąpił w czwartej edycji Letniego Grand Prix w kombinacji norweskiej. W cyklu tym zajął drugie miejsce, przy czym 3 września 2001 roku w Ramsau zajął drugie miejsce w Gundersenie. Dobrą formę prezentował także w sezonie 2001/2002, który ukończył na dziesiątym miejscu. Siedmiokrotnie plasował się w czołowej dziesiątce, a 19 stycznia 2002 roku w Libercu nie tylko po raz pierwszy stanął na podium, ale od razu zwyciężył, wgrywając zawody metodą Gundersena. Było to jednak jego jedyne podium w tym sezonie. W lutym 2002 roku wystartował na igrzyskach olimpijskich w Salt Lake City, gdzie indywidualnie zajmował miejsca w drugiej dziesiątce. W konkursie drużynowym Amerykanie z Demongiem w składzie otarli się o podium, jednak ostatecznie zakończyli zawody na czwartej pozycji, przegrywając walkę o brązowy medal z Austriakami.
W sezonie 2002/2003 ani raz nie pojawił się w zawodach Pucharu Świata. W sezonach 2003/2004, 2004/2005, 2005/2006 startował rzadko, osiągając przeciętne wyniki. Ani razu nie stanął na podium i tylko trzykrotnie plasował się w czołowej dziesiątce. Najlepszy wynik w zawodach pucharowych tym okresie osiągnął 23 stycznia 2005 roku w Libercu, gdzie był dziewiąty w sprincie. W tym czasie wystąpił na mistrzostwach świata w Oberstdorfie w 2005 roku, zajmując między innymi dwunaste miejsce w Gundersenie i piąte w drużynie. W 2006 roku brał udział w igrzyskach olimpijskich w Turynie, jednak prezentował się tam słabiej niż cztery lata wcześniej w Salt Lake City.
Demong poprawił się w sezonie 2006/2007. Pięciokrotnie znalazł się w pierwszej dziesiątce zawodów, w tym dwukrotnie stawał na podium: 9 marca 2007 roku w Lahti wygrał w Gundersenie, a dziewięć dni później w Oslo był trzeci w sprincie. W klasyfikacji generalnej zajął tym razem 11. pozycję. Na przełomie lutego i marca 2007 roku wystąpił na mistrzostwach świata w Sapporo, gdzie wywalczył srebrny medal w Gundersenie, ulegając tylko Niemcowi Ronny’emu Ackermannowi. Na tych samych Mistrzostwach zajął trzynaste miejsce w sprincie, a drużynowo był dziewiąty. Najlepsze wyniki osiągał w sezonach 2007/2008 i 2008/2009, w których zajmował trzecie miejsc w klasyfikacji generalnej. W sezonie 2007/2008 sześciokrotnie stawał na podium, w tym raz na jego najwyższym stopniu - 8 grudnia 2007 roku w Trondheim był najlepszy w Gundersenie. Rok później prezentował się jeszcze lepiej - na podium stawał dziesięć razy, z czego pięć konkursów wygrał. Pierwsze zwycięstwo odniósł 20 grudnia 2008 w Ramsau, następnie wygrywał 16 stycznia w Whistler, 15 lutego w Klingenthal, 6 marca w Lahti i 15 marca 2009 roku w Vikersund. Wszystkie zwycięstwa odniósł w zawodach metodą Gundersena. Podczas mistrzostw świata w Libercu w 2009 roku Amerykanie byli jednymi z faworytów do medalu w konkursie drużynowym. Jednak podczas skoków Demong zapomniał swojego numeru startowego i został zdyskwalifikowany. Kombinatorzy z USA zajęli ostatecznie ostatnie, dwunaste miejsce. Indywidualnie wywalczył złoty medal w Gundersenie na dużej skoczni oraz brązowy na normalnej. Był także piąty w starcie masowym.
Sezon 2009/2010 zakończył na dwunastej pozycji. Na podium stanął raz - 10 stycznia 2010 roku w Val di Fiemme wygrał zawody metodą Gundersena. Igrzyska olimpijskie w Vancouver w 2010 roku przyniosły mu dwa medale. W Gundersenie na dużej skoczni po konkursie skoków był szósty. Na trasę biegu wyruszył ze stratą 46 sekund do prowadzącego Bernharda Grubera z Austrii. W biegu okazał się jednak najlepszy i sięgnął po złoty medal wyprzedzając drugiego na mecie Johnny’ego SpilLane’a o 4 sekundy. Ponadto wspólnie ze Spillane’em, Brettem Camerotą i Toddem Lodwickiem wywalczył srebrny medal. Już po skokach Amerykanie zajmowali drugie miejsce i na trasę biegu wyruszyli ze stratą dwóch sekund do prowadzących Finów. W biegu wyprzedzili reprezentantów Finlandii, jednak dali się wyprzedzić Austriakom, którzy sięgnęli po złoty medal. Na mecie Amerykanie stracili do zwycięzców nieco ponad pięć sekund i o około czternaście wyprzedzili Niemców, którzy uplasowali się na trzeciej pozycji.
Kolejny sezon był słabszy. Amerykanin ani razu nie stanął na podium i w klasyfikacji generalnej zajął dopiero 44. miejsce. Na mistrzostwach świata w Oslo w 2011 roku indywidualnie był szósty w Gundersenie na dużej skoczni oraz siódmy na normalnym obiekcie. Startował także w obu konkursach drużynowych, w których Amerykanie zajęli odpowiednio szóste i czwarte miejsce. W sezonie 2011/2012 powrócił na podium zawodów pucharowych zajmując trzecie miejsce 5 lutego 2012 roku w Val di Fiemme. Oprócz tego jeszcze pięciokrotnie znalazł się w pierwszej dziesiątce, ale na podium już nie stawał. W klasyfikacji generalnej zajął 21. miejsce.
Ostatni medal zdobył podczas mistrzostw świata w Val di Fiemme w 2013 roku, gdzie Amerykanie w składzie: Bryan Fletcher, Todd Lodwick, Taylor Fletcher i Bill Demong zajęli trzecie miejsce w zawodach drużynowych na normalnej skoczni. Był też między innymi szósty w sprincie drużynowym oraz piętnasty indywidualnie na dużym obiekcie. Na rozgrywanych rok później igrzyskach olimpijskich w Soczi wypadł nieco słabiej. Indywidualnie lepiej zaprezentował się na normalnej skoczni, gdzie zajął 24. miejsce, a w drużynie był szósty. W tym czasie nie stawał na podium zawodów Pucharu Świata.
Na mistrzostwach świata w Falun w 2015 roku zajął 7. miejsce w konkursie drużynowym. Indywidualnie był 25 na normalnej skoczni i 33 na skoczni dużej. Po sezonie 2014/2015 postanowił zakończyć sportową karierę.

## Osiągnięcia

### Igrzyska olimpijskie
| Miejsce | Dzień     | Rok  | Miejscowość    | Konkurencja           | Wynik zwycięzcy | Strata  | Zwycięzca           |
| ------- | --------- | ---- | -------------- | --------------------- | --------------- | ------- | ------------------- |
| 34.     | 14 lutego | 1998 | Nagano         | Gundersen K-90/15 km  | 41:21,1         | +5:57,8 | Bjarte Engen Vik    |
| 4.      | 20 lutego | 1998 | Nagano         | Sztafeta K-90/4x5 km  | 54:11,5         | +4:27,1 | Norwegia            |
| 19.     | 9 lutego  | 2002 | Salt Lake City | Gundersen K-90/15 km  | 39:11,7         | +4:06,4 | Samppa Lajunen      |
| 4.      | 14 lutego | 2002 | Salt Lake City | Sztafeta K-90/4x5 km  | 48:42,2         | +1:11,9 | Finlandia           |
| 14.     | 21 lutego | 2002 | Salt Lake City | Sprint K-120/7,5 km   | 16:40,1         | +1:16,0 | Samppa Lajunen      |
| 15.     | 11 lutego | 2006 | Pragelato      | Gundersen HS106/15 km | 39:44,6         | +2:23,9 | Georg Hettich       |
| 7.      | 15 lutego | 2006 | Pragelato      | Sztafeta HS134/4x5 km | 49:52,6         | +1:59,9 | Austria             |
| 25.     | 21 lutego | 2006 | Pragelato      | Sprint HS134/7,5 km   | 18:29,0         | +1:34,7 | Felix Gottwald      |
| 6.      | 14 lutego | 2010 | Vancouver      | Gundersen HS106/10 km | 25:47,1         | +17,9   | Jason Lamy Chappuis |
| 2.      | 23 lutego | 2010 | Vancouver      | Sztafeta HS140/4x5 km | 49:31,6         | +5,2    | Austria             |
| 1.      | 25 lutego | 2010 | Vancouver      | Gundersen HS140/10 km | 25:32,9         | -       | -                   |
| 24.     | 12 lutego | 2014 | Soczi          | Gundersen HS106/10 km | 23:50,2         | +1:49,6 | Eric Frenzel        |
| 31.     | 18 lutego | 2014 | Soczi          | Gundersen HS140/10 km | 22:45,5         | +2:13,8 | Jørgen Gråbak       |
| 6.      | 21 lutego | 2014 | Soczi          | Sztafeta HS140/4x5 km | 47:13,5         | +2:21,6 | Norwegia            |

### Mistrzostwa świata
| Miejsce | Dzień     | Rok  | Miejscowość   | Konkurencja                     | Wynik zwycięzcy | Strata    | Zwycięzca           |
| ------- | --------- | ---- | ------------- | ------------------------------- | --------------- | --------- | ------------------- |
| 27.     | 20 lutego | 1999 | Ramsau        | Gundersen K-90/15 km            | 37:04,8         | ?         | Bjarte Engen Vik    |
| 10.     | 25 lutego | 1999 | Ramsau        | Sztafeta K-90/4x5 km            | 49:34,2         | ?         | Finlandia           |
| 18.     | 27 lutego | 1999 | Ramsau        | Sprint K-90/7,5 km              | 17:48,4         | ?         | Bjarte Engen Vik    |
| 18.     | 15 lutego | 2001 | Lahti         | Gundersen K-90/15 km            | 39:26,7         | +4:28,7   | Bjarte Engen Vik    |
| 8.      | 20 lutego | 2001 | Lahti         | Sztafeta K-90/4x5 km            | 48:54,1         | +3:11,4   | Norwegia            |
| 22.     | 24 lutego | 2001 | Lahti         | Sprint K-116/7,5 km             | 19:40,3         | +2:30,2   | Marko Baacke        |
| 12.     | 18 lutego | 2005 | Oberstdorf    | Gundersen HS100/15 km           | 38:56,2         | +1:00,5   | Ronny Ackermann     |
| 5.      | 23 lutego | 2005 | Oberstdorf    | Sztafeta HS137/4x5 km           | 49:45,5         | +1:29,9   | Norwegia            |
| 19.     | 27 lutego | 2005 | Oberstdorf    | Sprint HS137/7,5 km             | 20:15,6         | +1:57,8   | Ronny Ackermann     |
| 13.     | 23 lutego | 2007 | Sapporo       | Sprint HS134/7,5 km             | 17:40,2         | +1:45,9   | Hannu Manninen      |
| 4.      | 25 lutego | 2007 | Sapporo       | Sztafeta HS134/4x5 km           | 49:14,9         | +5:19,7   | Finlandia           |
| 2.      | 3 marca   | 2007 | Sapporo       | Gundersen HS100/15 km           | 38:35,6         | +3:23,4   | Ronny Ackermann     |
| 5.      | 20 lutego | 2009 | Liberec       | Start masowy HS100/10 km        | 276,0 pkt       | -17,3 pkt | Todd Lodwick        |
| 3.      | 22 lutego | 2009 | Liberec       | Gundersen HS100/10 km           | 24:22,3         | +33,5     | Todd Lodwick        |
| 1.      | 28 lutego | 2009 | Liberec       | Gundersen HS134/10 km           | 23:36,6         | -         | -                   |
| 7.      | 26 lutego | 2011 | Oslo          | Gundersen HS106/10 km           | 25:19,2         | +46,2     | Eric Frenzel        |
| 4.      | 28 lutego | 2011 | Oslo          | Sztafeta HS106/4x5 km           | 48:07,8         | +54,8     | Austria             |
| 6.      | 2 marca   | 2011 | Oslo          | Gundersen HS134/10 km           | 25:31,6         | +49,3     | Jason Lamy Chappuis |
| 6.      | 4 marca   | 2011 | Oslo          | Sztafeta HS134/4x5 km           | 47:12,3         | +1:44,0   | Austria             |
| 23.     | 22 lutego | 2013 | Val di Fiemme | Gundersen HS106/10 km           | 29:13,2         | +1:31,6   | Jason Lamy Chappuis |
| 3.      | 24 lutego | 2013 | Val di Fiemme | Sztafeta HS106/4x5 km           | 57:34,0         | +4,2      | Francja             |
| 15.     | 28 lutego | 2013 | Val di Fiemme | Gundersen HS134/10 km           | 27:22,8         | +1:26,2   | Eric Frenzel        |
| 6.      | 2 marca   | 2013 | Val di Fiemme | Sprint drużynowy HS134/2x7.5 km | 35:37,9         | +1:24,6   | Francja             |
| 25.     | 20 lutego | 2015 | Falun         | Gundersen HS100/10 km           | 26:38,9         | +1:51,8   | Johannes Rydzek     |
| 7.      | 22 lutego | 2015 | Falun         | Sztafeta HS100/4x5 km           | 44:20,7         | +2:37,8   | Niemcy              |
| 33.     | 26 lutego | 2015 | Falun         | Gundersen HS134/10 km           | 22:45,8         | +2:27,3   | Bernhard Gruber     |

### Mistrzostwa świata juniorów
| Miejsce | Dzień       | Rok  | Miejscowość                   | Konkurencja          | Wynik zwycięzcy | Strata | Zwycięzca |
| ------- | ----------- | ---- | ----------------------------- | -------------------- | --------------- | ------ | --------- |
| 1.      | 4 lutego    | 1997 | Saalfelden am Steinernen Meer | Sztafeta K-89/3x5 km | ?               | -      | -         |
| 2.      | 27 stycznia | 2000 | Štrbské Pleso                 | Sztafeta K-90/3x5 km | ?               | ?      | Finlandia |

### Puchar Świata
- sezon 1998/1999: 53.
- sezon 1999/2000: 41.
- sezon 2000/2001: 16.
- sezon 2001/2002: 10.
- sezon 2003/2004: –
- sezon 2004/2005: 17.
- sezon 2005/2006: 24.
- sezon 2006/2007: 11.
- sezon 2007/2008: 3.
- sezon 2008/2009: 3.
- sezon 2009/2010: 12.
- sezon 2010/2011: 44.
- sezon 2011/2012: 21.
- sezon 2012/2013: 37.
- sezon 2013/2014: 25.
- sezon 2014/2015: 48.

#### Miejsca na podium chronologicznie
| Nr  | Data             | Miejscowość   | Konkurencja           | Wynik zwycięzcy | Pozycja | Strata | Zwycięzca           |
| --- | ---------------- | ------------- | --------------------- | --------------- | ------- | ------ | ------------------- |
| 1.  | 19 stycznia 2002 | Liberec       | Gundersen K120/15 km  | 42:48,5         | 1.      | -      | -                   |
| 2.  | 9 marca 2007     | Lahti         | Gundersen HS130/15 km | 39:31,9         | 1.      | -      | -                   |
| 3.  | 18 marca 2007    | Oslo          | Sprint HS128/7,5 km   | 21:48,2         | 3.      | +24,3  | Jason Lamy Chappuis |
| 4.  | 1 grudnia 2007   | Ruka          | Sprint HS142/7,5 km   | 19:05,8         | 3.      | +13,8  | Björn Kircheisen    |
| 5.  | 8 grudnia 2007   | Trondheim     | Gundersen HS131/15 km | 38:54,9         | 1.      | -      | -                   |
| 6.  | 30 grudnia 2007  | Oberhof       | Gundersen HS140/15 km | 40:08,8         | 2.      | +0,1   | Magnus Moan         |
| 7.  | 5 stycznia 2008  | Schonach      | Sprint HS96/7,5 km    | 17:29,6         | 2.      | +0,2   | Jason Lamy Chappuis |
| 8.  | 12 stycznia 2008 | Val di Fiemme | Gundersen HS134/15 km | 41:52,2         | 2.      | +34,1  | Ronny Ackermann     |
| 9.  | 24 lutego 2008   | Zakopane      | Sprint HS134/7,5 km   | 18:51,8         | 3.      | +13,0  | Bernhard Gruber     |
| 10. | 20 grudnia 2008  | Ramsau        | Gundersen HS98/10 km  | 25:59,4         | 1.      | -      | -                   |
| 11. | 21 grudnia 2008  | Ramsau        | Gundersen HS98/10 km  | 23:43,3         | 2.      | +0,3   | Björn Kircheisen    |
| 12. | 4 stycznia 2009  | Schonach      | Gundersen HS96/10 km  | 22:15,4         | 2.      | +6,7   | Anssi Koivuranta    |
| 13. | 16 stycznia 2009 | Whistler      | Gundersen HS140/10 km | 25:07,9         | 1.      | -      | -                   |
| 14. | 17 stycznia 2009 | Whistler      | Gundersen HS140/10 km | 25:18,7         | 3.      | +0,5   | Magnus Moan         |
| 15. | 15 lutego 2009   | Klingenthal   | Gundersen HS140/10 km | 27:04,4         | 1.      | -      | -                   |
| 16. | 6 marca 2009     | Lahti         | Gundersen HS130/10 km | 26:10,8         | 1.      | -      | -                   |
| 17. | 7 marca 2009     | Lahti         | Gundersen HS130/10 km | 26:34,5         | 3.      | +2,5   | Magnus Moan         |
| 18. | 14 marca 2009    | Vikersund     | Gundersen HS117/10 km | 26:03,9         | 2.      | +6,5   | Anssi Koivuranta    |
| 19. | 15 marca 2009    | Vikersund     | Gundersen HS117/10 km | 26:31,6         | 1.      | -      | -                   |
| 20. | 10 marca 2010    | Val di Fiemme | Gundersen HS134/10 km | 33:49,9         | 1.      | -      | -                   |
| 21. | 5 lutego 2012    | Val di Fiemme | Gundersen HS134/10 km | 28:27,8         | 3.      | +3,9   | Akito Watabe        |

### Puchar Kontynentalny

#### Miejsca w klasyfikacji generalnej
- sezon 1997/1998: 69
- sezon 1998/1999: 4
- sezon 2003/2004: 22
- sezon 2010/2011: 70.
- sezon 2013/2014: 12
- sezon 2014/2015: 61

#### Miejsca na podium chronologicznie
| Nr | Data            | Miejscowość       | Konkurencja           | Wynik zwycięzcy | Pozycja | Strata | Zwycięzca        |
| -- | --------------- | ----------------- | --------------------- | --------------- | ------- | ------ | ---------------- |
| 1. | 14 lutego 2004  | Nozawa Onsen      | Gundersen K90/15 km   | ?               | 3.      | +55,0  | Takashi Kitamura |
| 2. | 11 grudnia 2004 | Steamboat Springs | Gundersen HS127/15 km | 41:56,0         | 2.      | +1,0   | Matthias Menz    |
| 3. | 12 grudnia 2004 | Steamboat Springs | Sprint HS127/7,5 km   | 17:44,0         | 3.      | +6,0   | Eric Camerota    |
| 4. | 16 grudnia 2004 | Lake Placid       | Gundersen HS100/15 km | ?               | 1.      | -      | -                |
| 5. | 16 grudnia 2005 | Park City         | Sprint HS134/7,5 km   | ?               | 1.      | -      | -                |
| 6. | 20 grudnia 2005 | Lake Placid       | Gundersen HS134/15 km | ?               | 1.      | -      | -                |
| 7. | 17 grudnia 2013 | Park City         | Gundersen HS100/10 km | 21:51,8         | 1.      | -      | -                |
| 8. | 18 grudnia 2013 | Park City         | Gundersen HS100/10 km | 23:10,3         | 2.      | +10,6  | Tomaz Druml      |
| 9. | 19 grudnia 2013 | Park City         | Gundersen HS100/10 km | 23:55,8         | 1.      | -      | -                |

### Letnie Grand Prix

#### Miejsca w klasyfikacji generalnej
- 2001: 2.
- 2005: 13.
- 2008: 6.
- 2011: 16.
- 2012: 35.
- 2013: 37

#### Miejsca na podium chronologicznie
| Nr | Data             | Miejscowość    | Konkurencja              | Wynik zwycięzcy | Pozycja | Strata | Zwycięzca       |
| -- | ---------------- | -------------- | ------------------------ | --------------- | ------- | ------ | --------------- |
| 1. | 26 lipca 2008    | Hinterzarten   | Gundersen HS108/16,1 km  | 31:42,4         | 2.      | +1,3   | Georg Hettich   |
| 2. | 28 sierpnia 2011 | Oberwiesenthal | Penalty Race HS106/10 km | 25:26,2         | 3.      | +32,0  | Johannes Rydzek |

## Biegi narciarskie

### Mistrzostwa świata
| Miejsce | Dzień   | Rok  | Miejscowość | Konkurencja           | Czas biegu  | Strata       | Zwycięzca      |
| ------- | ------- | ---- | ----------- | --------------------- | ----------- | ------------ | -------------- |
| 51.     | 6 marca | 2011 | Oslo        | 50 km stylem dowolnym | 2:08:09.0 h | +11:57:9 min | Petter Northug |

#### Miejsca w poszczególnych zawodach
| Sezon 2012/2013                                                                         |                   |                     |                     |                |                    |                         |                      |                         |                           |                         |                         |                        |                       |                              |                             |     |                         |                           |                   |                      |                    |                       |                   |                       |                      |                      |                        |                         |                       |                       |                      |        |        |        |        |        |        |        |        |        |        |        |        |        |        |        |        |        |        |
| Gällivare 24.11 (15 km F)                                                               | Ruka 30.11 (SP C) | Ruka 1.12 (10 km F) | Ruka 2.12 (15 km C) | Nordic Opening | Quebec 8.12 (SP F) | Canmore 13.12 (15 km C) | Canmore 15.12 (SP F) | Canmore 16.12 (2x15 km) | Oberhof 29.12 (3,75 km F) | Oberhof 30.12 (15 km C) | Val Müstair 1.01 (SP F) | Toblach 3.01 (35 km F) | Toblach 4.01 (5 km C) | Val di Fiemme 5.01 (20 km C) | Val di Fiemme 6.01 (9 km F) | TdS | Nové Město 12.01 (SP C) | La Clusaz 19.01 (15 km C) | Soczi 1.02 (SP F) | Soczi 2.02 (2x15 km) | Davos 16.02 (SP C) | Davos 17.02 (15 km F) | Lahti 9.03 (SP F) | Lahti 10.03 (15 km C) | Drammen 13.03 (SP C) | Oslo 16.03 (50 km C) | Sztokholm 20.03 (SP C) | Falun 22.03 (3,75 km F) | Falun 23.03 (15 km C) | Falun 24.03 (15 km F) | Finał Pucharu Świata | punkty | punkty | punkty | punkty | punkty | punkty | punkty | punkty | punkty | punkty | punkty | punkty | punkty | punkty | punkty | punkty | punkty | punkty |
| -                                                                                       | -                 | -                   | -                   | -              | -                  | -                       | -                    | -                       | -                         | -                       | -                       | -                      | -                     | -                            | -                           | -   | -                       | -                         | -                 | -                    | -                  | -                     | -                 | -                     | -                    | 58                   | -                      | -                       | -                     | -                     | -                    | 0      | 0      | 0      | 0      | 0      | 0      | 0      | 0      | 0      | 0      | 0      | 0      | 0      | 0      | 0      | 0      | 0      | 0      |
| Legenda                                                                                 |                   |                     |                     |                |                    |                         |                      |                         |                           |                         |                         |                        |                       |                              |                             |     |                         |                           |                   |                      |                    |                       |                   |                       |                      |                      |                        |                         |                       |                       |                      |        |        |        |        |        |        |        |        |        |        |        |        |        |        |        |        |        |        |
| 1 2 3 4–10 11-30 31-100 wyniki anulowane - – zawodnik nie wystartował TdS – Tour de Ski |                   |                     |                     |                |                    |                         |                      |                         |                           |                         |                         |                        |                       |                              |                             |     |                         |                           |                   |                      |                    |                       |                   |                       |                      |                      |                        |                         |                       |                       |                      |        |        |        |        |        |        |        |        |        |        |        |        |        |        |        |        |        |        |